# Serie B 2015-2016 (calcio a 5)
La Serie B 2015-2016 è stata la diciottesima edizione del campionato nazionale di calcio a 5 di terzo livello e la ventiseiesima assoluta della categoria. Questa edizione si distingue dalle precedenti per l'introduzione del girone G, fortemente voluto dalla Divisione Calcio a 5 per incentivare l'iscrizione delle società siciliane, dispensandole da dispendiose trasferte. Confermati i meccanismi di promozione diretta (la prima classificata di ogni girone) e di retrocessione (l'ultima classificata), l'articolazione della categoria in sette gironi ha modificato il meccanismo di qualificazione dei play-off. Per quanto riguarda i sei gironi tradizionali, accedono ai play-off le società giunte al secondo e al terzo posto più le due migliori quarte classificate. Le società classificatesi tra il secondo e il quinto posto del girone G giocano un turno preliminare che esprimerà le due società che parteciperanno al primo turno dei play-off. In caso di parità di punteggio fra due o più squadre al termine della stagione regolare, la “classifica avulsa” fra le squadre interessate è compilata tenendo conto nell'ordine: a) dei punti conseguiti negli incontri diretti; b) a parità di punti, della differenza tra le reti segnate e quelle subite negli stessi incontri; c) della differenza fra reti segnate e subite negli incontri diretti fra le squadre interessate; c) della differenza fra reti segnate e subite nell'intero Campionato; d) del maggior numero di reti segnate nell'intero Campionato; e) del minor numero di reti subite nell'intero Campionato; f) del maggior numero di vittorie realizzate nell'intero Campionato; g) del minor numero di sconfitte subite nell'intero Campionato; h) del maggior numero di vittorie esterne nell'intero campionato; i) del minor numero di sconfitte interne nell'intero campionato.
Il Consiglio Direttivo della Divisione Calcio a 5, preso atto delle ammissioni disposte dalla COVISOD e dalla Lega Nazionale Dilettanti, ha ratificato l'iscrizione di 72 delle società aventi diritto (scese a 70 con il ripescaggio in serie A2 di Cisternino e Matera) e 12 ripescaggi, fissando in 82 società l'organico della Serie B.

## Girone A

### Partecipanti
Il girone comprende sei società lombarde, tre emiliane, due piemontesi e il solo Ossi San Bartolomeo a rappresentare la Sardegna. Dopo alcuni anni di assenza fanno ritorno in Serie B i campioni regionali del Bergamo (mancava da cinque stagioni), del Bagnolo (la cui ultima apparizione risaliva alla stagione 2008-09) e i vincitori dei play-off nazionali della Domus Bresso (assente dalla stagione 2012-13). I piemontesi del L84 (con sede a Volpiano) sono invece al debutto nella categoria. La mancata iscrizione de I Bassotti (ripartiti dalla Serie C1 in seguito alla fusione con lo Spring Team) ha comportato il ripescaggio del retrocesso Bologna 2003.

### Classifica[5]
|  | Pos. | Squadra        | Pt | G  | V  | N | P  | GF  | GS  | DR  |
|  | ---- | -------------- | -- | -- | -- | - | -- | --- | --- | --- |
|  | 1.   | Fratelli Bari  | 57 | 22 | 17 | 3 | 1  | 149 | 73  | +76 |
|  | 2.   | Real Cornaredo | 52 | 22 | 16 | 4 | 2  | 134 | 71  | +63 |
|  | 3.   | L84            | 44 | 22 | 13 | 5 | 4  | 118 | 99  | +19 |
|  | 4.   | Bergamo        | 40 | 22 | 13 | 1 | 8  | 104 | 101 | +3  |
|  | 5.   | Bagnolo        | 35 | 22 | 11 | 2 | 9  | 104 | 91  | +13 |
|  | 6.   | Monza          | 33 | 22 | 10 | 3 | 9  | 92  | 72  | +20 |
|  | 7.   | Saints Pagnano | 32 | 22 | 9  | 5 | 8  | 99  | 91  | +8  |
|  | 8.   | Ossi           | 30 | 22 | 8  | 6 | 8  | 116 | 100 | +16 |
|  | 9.   | Domus Bresso   | 20 | 22 | 4  | 8 | 10 | 88  | 126 | -38 |
|  | 10.  | Castellamonte  | 13 | 22 | 4  | 1 | 17 | 78  | 128 | -50 |
|  | 11.  | San Biagio     | 12 | 22 | 3  | 3 | 16 | 85  | 123 | -38 |
|  | 12.  | Bologna 2003   | 6  | 22 | 1  | 3 | 18 | 46  | 138 | -92 |

### Verdetti
- Fratelli Bari promossa in Serie A2 2016-17.
- Bologna retrocessa in Serie C1 dell'Emilia-Romagna.
- Castellamonte rinuncia al campionato di Serie B, iscrivendosi in Serie C1 di Piemonte e Valle d'Aosta.

## Girone B

### Partecipanti
Il girone comprende otto società toscane, due liguri e altrettante sarde. Complice il taglio dei contributi della regione Sardegna, l'Asso Arredamenti, l'Atiesse e il Quartiere Marina (vincitore della Serie C1) hanno infatti rinunciato a iscriversi alla categoria. A completamento dell'organico sono stati ripescati i cagliaritani della Leonardo (con sede a Maracalagonis), sconfitti nella finale play-off dal Saviano. Dalla Serie C1 toscana sono state promosse le formazioni pratesi del CDP Coiano e dei Bulls Prato mentre dalla Serie C ligure provengono i genovesi del Città Giardino. Dopo tre anni di assenza ritorna quindi a giocarsi un derby ligure a livello nazionale: l'ultimo confronto aveva opposto il Tigullio all'Ospedaletti nel campionato di Serie B 2011-12, al termine del quale entrambe le squadre erano retrocesse. Tutte le società provenienti dai campionati regionali sono al debutto nella categoria.

### Classifica[5]
|  | Pos. | Squadra          | Pt | G  | V  | N | P  | GF  | GS  | DR  |
|  | ---- | ---------------- | -- | -- | -- | - | -- | --- | --- | --- |
|  | 1.   | Atlante Grosseto | 55 | 22 | 18 | 1 | 3  | 123 | 55  | +68 |
|  | 2.   | Bulls Prato      | 43 | 22 | 12 | 7 | 3  | 74  | 50  | +24 |
|  | 3.   | Leonardo         | 39 | 22 | 12 | 3 | 7  | 103 | 74  | +29 |
|  | 4.   | Coiano           | 38 | 22 | 12 | 2 | 8  | 83  | 74  | +9  |
|  | 5.   | Elmas            | 36 | 22 | 11 | 3 | 8  | 122 | 103 | +19 |
|  | 6.   | Pistoia          | 33 | 22 | 9  | 6 | 7  | 92  | 99  | -7  |
|  | 7.   | Sangiovannese    | 26 | 22 | 7  | 5 | 10 | 84  | 94  | -10 |
|  | 8.   | Tigullio         | 26 | 22 | 7  | 5 | 10 | 86  | 82  | +4  |
|  | 9.   | Poggibonsese     | 23 | 22 | 6  | 5 | 11 | 81  | 98  | -17 |
|  | 10.  | CUS Pisa         | 22 | 22 | 5  | 7 | 10 | 63  | 82  | -19 |
|  | 11.  | Città di Massa   | 20 | 22 | 6  | 2 | 14 | 62  | 91  | -29 |
|  | 12.  | Città Giardino   | 11 | 22 | 3  | 2 | 17 | 63  | 134 | -71 |

### Verdetti
- Atlante Grosseto promosso in Serie A2 2016-17.
- Città Giardino retrocesso in Serie C della Liguria.
- CDP Coiano ed Elmas (iscritta in Serie D della Sardegna) rinunciano al campionato di Serie B.

## Girone C

### Partecipanti
Il girone comprende sei società provenienti dal Veneto, tre dall'Emilia-Romagna, due dal Trentino-Alto Adige e la sola Adriatica a rappresentare il Friuli-Venezia Giulia. Dai campionati regionali sono state promosse Fenice, Rotal Five Mezzolombardo e il Città di Mestre, vincitore nei play-off nazionali, mentre il Manzano - così come il Palmanova - ha rinunciato alla categoria iscrivendosi nuovamente alla Serie C del Friuli. Dalla serie A2 è retrocesso il solo Forlì, così a parziale completamento dell'organico è stato ripescato il Vicenza, all'esordio assoluto nella categoria come le altre neopromosse. La stagione riproporrà a livello nazionale la stracittadina tra la Fenice (con sede a Marghera) e il Città di Mestre che lo scorso anno si contesero la vittoria della serie C1 veneta.

### Classifica[5]
|  | Pos. | Squadra              | Pt | G  | V  | N | P  | GF  | GS  | DR  |
|  | ---- | -------------------- | -- | -- | -- | - | -- | --- | --- | --- |
|  | 1.   | Castello             | 51 | 22 | 16 | 3 | 3  | 121 | 77  | +44 |
|  | 2.   | Bubi Merano          | 46 | 22 | 15 | 1 | 6  | 114 | 62  | +52 |
|  | 3.   | Faventia             | 42 | 22 | 14 | 3 | 5  | 124 | 91  | +33 |
|  | 4.   | Vicenza              | 39 | 22 | 12 | 3 | 7  | 96  | 69  | +27 |
|  | 5.   | Villorba             | 35 | 22 | 10 | 5 | 7  | 99  | 88  | +11 |
|  | 6.   | Diavoli              | 32 | 22 | 10 | 2 | 10 | 104 | 93  | +11 |
|  | 7.   | Belluno              | 32 | 22 | 10 | 2 | 10 | 72  | 84  | -12 |
|  | 8.   | Città di Mestre      | 27 | 22 | 8  | 3 | 11 | 69  | 77  | -8  |
|  | 9.   | Fenice               | 22 | 22 | 5  | 7 | 10 | 83  | 106 | -23 |
|  | 10.  | Forlì                | 21 | 22 | 6  | 3 | 13 | 86  | 112 | -26 |
|  | 11.  | Rotal Mezzolombardo  | 19 | 22 | 6  | 1 | 15 | 72  | 111 | -39 |
|  | 12.  | Adriatica Monfalcone | 9  | 22 | 2  | 3 | 17 | 64  | 134 | -70 |

### Verdetti
- Castello e, dopo i play-off, Bubi Merano promossi in Serie A2 2016-17.
- Adriatica Monfalcone retrocessa in Serie C del Friuli-Venezia Giulia.
- Diavoli si fonde con il Gifema Camposampiero, iscrivendosi in Serie C1 del Veneto.

## Girone D

### Partecipanti
Il girone comprende sette società marchigiane, tre abruzzesi, una romagnola e la sola Angelana, neopromossa e al debutto nella categoria, a rappresentare l'Umbria. L'assenza del Civitanova riflette la volontà della società marchigiana di ritornare nelle categorie regionali mentre l'Umbria C5, nata dall'unione tra Foligno e Perugia, ha rinunciato all'iscrizione; fallita la fusione, il Foligno è comunque ripartito dalla Serie C2. Dai campionati regionali sono state promosse le esordienti Corinaldo, Civitella (con sede a Civitella Casanova) e il Real Dem (con sede a Montesilvano) che grazie alla vittoria dei play-off nazionali ritrova la Serie B persa due anni prima. A completamento dell'organico è stato ripescato il debuttante Bocastrum (con sede a Castorano), sconfitto proprio dal Real Dem nella finale play-off.

### Classifica[5]
|  | Pos. | Squadra           | Pt | G  | V  | N | P  | GF  | GS  | DR  |
|  | ---- | ----------------- | -- | -- | -- | - | -- | --- | --- | --- |
|  | 1.   | Real Dem          | 62 | 22 | 20 | 2 | 0  | 137 | 45  | +92 |
|  | 2.   | Angelana          | 50 | 22 | 15 | 5 | 2  | 99  | 52  | +47 |
|  | 3.   | Aprutino          | 43 | 22 | 13 | 4 | 5  | 106 | 72  | +34 |
|  | 4.   | CUS Ancona        | 40 | 22 | 12 | 4 | 6  | 94  | 70  | +24 |
|  | 5.   | Porto San Giorgio | 31 | 22 | 10 | 1 | 11 | 66  | 81  | -15 |
|  | 6.   | TS Cesena         | 29 | 22 | 8  | 5 | 9  | 69  | 69  | 0   |
|  | 7.   | Civitella         | 29 | 22 | 9  | 2 | 11 | 80  | 88  | -8  |
|  | 8.   | Porto San Giorgio | 29 | 22 | 9  | 2 | 11 | 111 | 102 | +9  |
|  | 9.   | Fano              | 29 | 22 | 8  | 5 | 9  | 84  | 81  | +3  |
|  | 10.  | Buldog Lucrezia   | 22 | 22 | 6  | 4 | 12 | 61  | 98  | -37 |
|  | 11.  | Corinaldo         | 11 | 22 | 2  | 5 | 15 | 60  | 108 | -48 |
|  | 12.  | Bocastrum         | 1  | 22 | 0  | 1 | 21 | 60  | 159 | -99 |

### Verdetti
- Real Dem promosso in Serie A2 2016-17.
- Bocastrum retrocesso in Serie C1 delle Marche.
- Aputino non iscritto al campionato di Serie B 2016-17.

## Girone E

### Partecipanti
Il girone comprende sette società laziali, tre campane e due molisane. Dai campionati regionali sono state promosse Lido di Ostia, Virtus Palombara, Città di Carnevale Saviano e la Polisportiva Feldi (con sede a Eboli); tutte le società sono al debutto nella categoria, così come la Capitolina Marconi ripescata al posto del Prato Rinaldo che non ha presentato domanda di iscrizione. Il Venafro ha fatto richiesta di essere inserito nel campionato di Serie C1 regionale. Dalla Serie A2 è retrocessa la Roma Torrino che, per meglio rappresentare la tradizione delle due società costituenti, da questa stagione ha assunto la denominazione "Brillante Torrino Futsal". Completa l'organico del girone l'inserimento dell'Orte (divenuto "B&A Sport" per ragioni di sponsorizzazione), la cui domanda di ammissione al campionato di Serie A è stata bocciata dalla CoViSoD.

### Classifica[5]
|  | Pos. | Squadra            | Pt | G  | V  | N | P  | GF  | GS  | DR  |
|  | ---- | ------------------ | -- | -- | -- | - | -- | --- | --- | --- |
|  | 1.   | Capitolina Marconi | 53 | 22 | 17 | 2 | 3  | 113 | 53  | +60 |
|  | 2.   | Orte               | 46 | 22 | 15 | 1 | 6  | 115 | 69  | +46 |
|  | 3.   | Ardenza Ciampino   | 41 | 22 | 12 | 5 | 5  | 78  | 55  | +23 |
|  | 4.   | Lido di Ostia      | 40 | 22 | 12 | 4 | 6  | 80  | 67  | +13 |
|  | 5.   | Feldi Eboli        | 36 | 22 | 11 | 3 | 8  | 72  | 71  | +1  |
|  | 6.   | Palombara          | 36 | 22 | 10 | 6 | 6  | 80  | 56  | +14 |
|  | 7.   | Isernia            | 31 | 22 | 9  | 4 | 9  | 87  | 78  | +9  |
|  | 8.   | Virtus Fondi       | 28 | 22 | 8  | 4 | 10 | 61  | 73  | -12 |
|  | 9.   | Brillante Torrino  | 20 | 22 | 6  | 2 | 14 | 70  | 97  | -27 |
|  | 10.  | Saviano            | 18 | 22 | 5  | 3 | 16 | 77  | 112 | -35 |
|  | 11.  | Alma Salerno       | 16 | 22 | 4  | 4 | 14 | 47  | 86  | -39 |
|  | 12.  | Win Adv Campobasso | 12 | 22 | 4  | 0 | 18 | 55  | 118 | -63 |

### Verdetti
- Capitolina Marconi promossa in Serie A2 2016-17.
- Win Adv Campobasso retrocesso in Serie C1 del Molise.
- Ardenza Ciampino, Feldi Eboli e Orte ripescate in Serie A2 2016-17.
- Palombara rinuncia al campionato di Serie B, iscrivendosi in Serie C2 del Lazio.
- Win Adv Campobasso assorbito dal CUS Molise e ripescato in Serie B.

## Girone F

### Partecipanti
Il girone comprende dieci società pugliesi, la potentina Shaolin Soccer e la campobassana Polisportiva Chaminade, entrambe neopromosse. Se per i molisani si tratta di un ritorno in seguito alla retrocessione patita nella stagione 2008-09, per i lucani si tratta del debutto assoluto. L'organico è affetto da sette defezioni: La Libertas Eraclea - retrocessa dalla Serie A2 - ha unito le forze con il Matera, a sua volta ripescato nella categoria superiore al pari del Cisternino. Ares Mola, Modugno e i campioni lucani del Deportivo Salandra hanno invece rinunciato all'iscrizione alla categoria. A completamento dell'organico sono stati quindi ripescati il Canosa e il retrocesso CSG Putignano. A causa della inadeguatezza degli impianti sportivi comunali, la Virtus Rutigliano ha spostato il proprio campo di gioco a Noicattaro, adeguando presso i media la propria denominazione sociale.

### Classifica[5]
|  | Pos. | Squadra            | Pt | G  | V  | N | P  | GF  | GS  | DR  |
|  | ---- | ------------------ | -- | -- | -- | - | -- | --- | --- | --- |
|  | 1.   | Barletta           | 62 | 22 | 20 | 2 | 0  | 120 | 46  | +74 |
|  | 2.   | Virtus Noicattaro  | 58 | 22 | 19 | 1 | 2  | 129 | 48  | +81 |
|  | 3.   | Canosa             | 40 | 22 | 12 | 4 | 6  | 113 | 85  | +28 |
|  | 4.   | Capurso            | 37 | 22 | 11 | 4 | 7  | 114 | 105 | +9  |
|  | 5.   | Barletta Futsal    | 33 | 22 | 10 | 3 | 9  | 67  | 63  | +4  |
|  | 6.   | Manfredonia        | 30 | 22 | 8  | 6 | 8  | 71  | 74  | -3  |
|  | 7.   | San Rocco Ruvo     | 27 | 22 | 8  | 3 | 11 | 85  | 110 | -25 |
|  | 8.   | Giovinazzo         | 22 | 22 | 6  | 4 | 12 | 64  | 79  | -15 |
|  | 9.   | Chaminade          | 21 | 22 | 5  | 6 | 11 | 89  | 104 | -15 |
|  | 10.  | Azzurri Conversano | 17 | 22 | 5  | 2 | 15 | 47  | 106 | -59 |
|  | 11.  | Shaolin Soccer     | 16 | 22 | 4  | 4 | 14 | 73  | 99  | -26 |
|  | 12.  | CSG Putignano      | 11 | 22 | 2  | 5 | 15 | 56  | 109 | -53 |

### Verdetti
- Barletta e, dopo i play-off, Virtus Noicattaro promosse in Serie A2 2016-17.
- CSG Putignano retrocesso in Serie C1 della Puglia.

## Girone G

### Partecipanti
L'inedito girone G comprende solamente 10 società, provenienti per metà dalla Calabria e per metà dalla Sicilia. Dai campionati regionali sono state promosse la Polisportiva Futura (con sede a Motta San Giovanni), il Real Cefalù ma non i palermitani del Wisser Club che hanno rinunciato al salto di categoria. Tra le società aventi diritto, l'altra assenza è quella della Fata Morgana; durante l'estate lo storico club reggino ha stretto una collaborazione con il Cataforio, rinunciando alla prima squadra per occuparsi solamente del settore giovanile e scolastico. Nel girone è stato inserito anche l'Odissea2000, che iscrittasi al campionato di Serie B per ragioni economiche, darà vita alla stracittadina di Rossano insieme al ripescato Real Rogit. Anche il Villa Passanisi, espressione della frazione di Brucoli del comune di Augusta, è stato ripescato nella categoria e come il Real Rogit è al debutto assoluto.

### Classifica[17]
|                                          | Pos. | Squadra             | Pt | G  | V  | N | P  | GF | GS | DR  |
| ---------------------------------------- | ---- | ------------------- | -- | -- | -- | - | -- | -- | -- | --- |
|                                          | 1.   | Meta                | 45 | 18 | 14 | 3 | 1  | 83 | 36 | +47 |
|                                          | 2.   | Real Cefalù         | 39 | 18 | 13 | 0 | 5  | 90 | 59 | +31 |
|                                          | 3.   | Real Rogit          | 37 | 18 | 12 | 1 | 5  | 73 | 58 | +15 |
| Vincitrice della Coppa Italia di Serie B | 4.   | Odissea 2000        | 36 | 18 | 11 | 3 | 4  | 72 | 45 | +27 |
|                                          | 5.   | Polisportiva Futura | 32 | 18 | 10 | 2 | 6  | 75 | 53 | +22 |
|                                          | 6.   | Villa Passanisi     | 30 | 18 | 10 | 0 | 8  | 63 | 63 | 0   |
|                                          | 7.   | Cataforio           | 15 | 18 | 4  | 3 | 11 | 62 | 79 | -17 |
|                                          | 8.   | Sant'Isidoro        | 12 | 18 | 4  | 0 | 14 | 53 | 96 | -43 |
|                                          | 9.   | Nissa               | 9  | 18 | 2  | 3 | 13 | 47 | 83 | -36 |
|                                          | 10.  | Kroton              | 7  | 18 | 2  | 1 | 15 | 43 | 89 | -46 |

### Verdetti
- Meta promosso in Serie A2 2016-17.
- Kroton retrocesso in Serie C1 della Calabria.
- Nissa non iscritta al campionato di Serie B 2016-17.

## Play-off

### Formula
Tutti gli incontri sono disputati con gare di andata e ritorno; l'incontro di ritorno è effettuato in casa della squadra meglio classificata nella stagione regolare. Sono dichiarate vincenti le squadre che nelle due partite avranno ottenuto il maggior punteggio ovvero a parità di punteggio le squadre che avranno realizzato il maggior numero di reti. Nel caso di parità gli arbitri della gara di ritorno faranno disputare due tempi supplementari di 5 minuti ciascuno. Qualora anche al termine di questi le squadre fossero in parità, nel preliminare e nel primo turno, sarà considerata vincente la squadra in migliore posizione di classifica al termine della stagione regolare. La formula prevede che nel secondo e nel terzo turno, in caso di parità dopo i tempi supplementari, la vittoria sia determinata dai tiri di rigore.

### Turno preliminare
Al turno preliminare partecipano le società giunte dal secondo al quinto posto nel girone G; accedono al primo turno le due squadre vincenti. Gli incontri di andata si sono disputati il 23 marzo, il ritorno il 30 marzo (Real Cefalù-Polisportiva Futura) e il 2 aprile 2016 (Real Rogit-Odissea2000) a campi invertiti.
| Squadra 1           | Totale | Squadra 2   | Andata | Ritorno     |
| ------------------- | ------ | ----------- | ------ | ----------- |
| Polisportiva Futura | 7 - 7  | Real Cefalù | 4 - 5  | 3 - 2 (dts) |
| Odissea 2000        | 1 - 19 | Real Rogit  | 1 - 11 | 0 - 8       |

### Primo turno
Gli accoppiamenti del primo turno sono stati determinati all'inizio della stagione sportiva e oppongono la seconda di un girone alla terza di quello successivo. Fanno eccezione le società del girone E che affrontano le due migliori quarte classificate. Per la determinazione delle squadre classificatesi come miglior quarta classificata e seconda miglior quarta classificata al termine della stagione regolare, al fine di individuare le due squadre che partecipano ai play-off per la promozione in Serie A2, si procederà come di seguito indicato. In caso di parità di punteggio fra due o più squadre, si procede alla compilazione di una graduatoria fra le squadre interessate, tenendo conto nell'ordine: 
- del numero dei punti ottenuti nell'intera stagione regolare;
- della differenza fra reti segnate e subite nell'intera stagione regolare;
- del maggior numero di reti segnate nell'intera stagione regolare;
- del minor numero di reti subite nell'intera stagione regolare;
- del maggior numero di vittorie nell'intera stagione regolare;
- del minor numero di sconfitte nell'intera stagione regolare;
- del maggior numero di vittorie esterne nell'intera stagione regolare;
- del minor numero di sconfitte interne nell'intera stagione regolare;
- del sorteggio.

| Girone | Squadra       | Pt | G  | V  | N | P | GF  | GS  | DR  |
| ------ | ------------- | -- | -- | -- | - | - | --- | --- | --- |
| A      | Bergamo       | 40 | 22 | 13 | 1 | 8 | 104 | 101 | +3  |
| B      | Coiano        | 38 | 22 | 12 | 2 | 8 | 83  | 74  | +9  |
| C      | Vicenza       | 39 | 22 | 12 | 3 | 7 | 96  | 69  | +27 |
| D      | CUS Ancona    | 40 | 22 | 12 | 4 | 6 | 94  | 70  | +24 |
| E      | Lido di Ostia | 40 | 22 | 12 | 4 | 6 | 80  | 67  | +13 |
| F      | Capurso       | 37 | 22 | 11 | 4 | 7 | 114 | 105 | +9  |

Gli incontri di andata si disputeranno il 16 aprile, quelli di ritorno il 21 e il 23 aprile 2016 a campi invertiti. 
| Squadra 1     | Totale | Squadra 2         | Andata | Ritorno |
| ------------- | ------ | ----------------- | ------ | ------- |
| Leonardo      | 6-5    | Real Cornaredo    | 3-2    | 3-3     |
| L84           | 6-9    | Bulls Prato       | 5-3    | 1-6     |
| Aprutino      | 10-13  | Bubi Merano       | 6-4    | 4-9     |
| Faventia      | 11-7   | Angelana          | 9-3    | 2-4     |
| Lido di Ostia | 8-12   | Orte              | 3-2    | 5-10    |
| CUS Ancona    | 2-12   | Ardenza Ciampino  | 1-5    | 1-7     |
| Real Rogit    | 3-9    | Virtus Noicattaro | 2-5    | 1-4     |
| Canosa        | 8-13   | Real Cefalù       | 3-2    | 5-11    |

### Secondo turno
Gli incontri di andata si sono disputati il 30 aprile, quelli di ritorno il 7 maggio 2016 a campi invertiti. 
| Squadra 1   | Totale | Squadra 2         | Andata | Ritorno   |
| ----------- | ------ | ----------------- | ------ | --------- |
| Leonardo    | 6-4    | Bulls Prato       | 3-2    | 3-2       |
| Bubi Merano | 11-5   | Faventia          | 3-2    | 8-3       |
| Orte        | 8-9    | Ardenza Ciampino  | 2-3    | 6-6 (dts) |
| Real Cefalù | 7-16   | Virtus Noicattaro | 2-8    | 5-8       |

### Terzo turno
Gli incontri di andata si sono disputati il 14 maggio, quelli di ritorno il 21 maggio 2016 a campi invertiti. 
| Squadra 1        | Totale | Squadra 2         | Andata | Ritorno |
| ---------------- | ------ | ----------------- | ------ | ------- |
| Bubi Merano      | 10-7   | Leonardo          | 5-3    | 5-4     |
| Ardenza Ciampino | 5-7    | Virtus Noicattaro | 4-3    | 1-4     |